# Ängssmalbi
Ängssmalbi (Lasioglossum albipes) är en biart som först beskrevs av Fabricius 1781.  Den ingår i släktet smalbin och familjen vägbin. Inga underarter finns listade i Catalogue of Life.

## Beskrivning
Arten har svart grundfärg. Honorna, och ibland även hanarna, har ljusa hårfläckar på tergiterna 2 till 4; när hårfläckarna förekommer hos hanen, är de svagare än hos honan. Honan har ofta också tergit 1 och 2 mjölkvita, medan hanarna kan ha tergiterna 1 till 3 rödfärgade. Hanen har även blekgul clypeus (munsköld) och överläpp. Honan har en kroppslängd på 7 till 9 mm, hanen 6 till 9 mm.
Förväxlingsart är mysksmalbi, men ängssmalbiet är oftast mindre.

## Ekologi
I norra delen av sitt utbredningsområde förekommer ängssmalbiet på grässlätter och skogar, medan det längre söderut lever i bergsterräng, inklusive skogsbryn, -gläntor och buskage. Den kan även uppträda i fruktträdgårdar, gamla vingårdar, jordbrukslandskap, på flodbankar samt i parker och trädgårdar. Arten är polylektisk, den flyger till blommande växter från många familjer, även om honan föredrar smörblommor. Honorna gräver ofta sina larvbon i små kolonier på nakna sandfläckar. Arten är troligen solitär i norra delarna av sitt utbredningsområde, men längre söderut (eventuellt med början redan i Sydsverige) lever arten eusocialt, med arbetarna (tillsammans med en del hanar) i en första kull.
Boet består av en vertikal tunnel omkring 15 cm djup, från vilken larvcellerna utmynnar. För eusociala populationer bygger arbetarna ur den första kullen larvceller åt könsdjuren (drottningar och hanar) i den andra kullen. Det finns uppgifter om att den grundläggande honan som gav upphov till den första kullen kan övervintra en andra gång för att anlägga ett nytt bo. Likt alla smalbin, samlar arten pollen som den lagrar i boet som näring åt avkomman.
Ängsblodbi är ofta boparasit hos arten; ängsblodbiets hona lägger sina ägg i ängssmalbiets larvbon, där den resulterande larven lever av den insamlade näringen, efter det att värdägget eller -larven dödats i samband med äggläggningen av blodbihonan.
Arten är polylektisk, den besöker blommande växter från många olika familjer, i synnerhet ängsvädd i familjen väddväxter, men även fibblor i korgblommiga växter. Honorna flyger från mitten av april till mitten av september, hanarna från början av juli till slutet av september/början av oktober.

## Utbredning
Utbredningsområdet omfattar Eurasien från Irland via Sibirien (Ussuriflodens dalgång) till Hokkaido och Honshu i Japan. I Sverige når den till 66° N.
I Finland förekommer arten främst i den södra halvan av landet, inklusive Åland, men med spridda förekomster ända upp till Lappland.
I Sverige är arten vanlig i större delen av landet, i Norrland dock främst vid kusten, ända upp till Haparanda.

## Status
Globalt är arten inte hotad, utan klassificeras som livskraftig ("LC"). Även i Sverige och Finland är den klassificerad som livskraftig.